# 迪亞士 (阿肯色州)
迪亞士（英語：Diaz）是一個位於美國阿肯色州傑克遜縣的城市。

## 地理
迪亞士的座標為35°38′40″N 91°15′41″W / 35.64444°N 91.26139°W，而該地的平均海拔高度為71米（即233英尺）。

## 人口
根據2020年美國人口普查的數據，迪亞士的面積為15.39平方千米，當中陸地面積為15.33平方千米，而水域面積為0.06平方千米。當地共有人口1224人，而人口密度為每平方千米79人。